# 루달스
루달스(1998년 5월 12일 ~ )는 대한민국의 가수다.

## 방송
- 고등래퍼 1 (2017) - 지역 대표 선발전 탈락

## 공연
- MU:CON 2021 (2021)